# Dammen, Gästrikland
Dammen är en sjö i Hofors kommun i Gästrikland och ingår i Gavleåns huvudavrinningsområde. Sjön är 1,6 meter djup, har en yta på 0,0507 kvadratkilometer och är belägen 133,6 meter över havet. Sjön avvattnas av vattendraget Dalkarlssjöbäcken.

## Delavrinningsområde
Dammen ingår i det delavrinningsområde (669666-153624) som SMHI kallar för Utloppet av Dammen. Medelhöjden är 141 meter över havet och ytan är 0,55 kvadratkilometer. Räknas de 6 avrinningsområdena uppströms in blir den ackumulerade arean 11,74 kvadratkilometer. Dalkarlssjöbäcken som avvattnar avrinningsområdet har biflödesordning 4, vilket innebär att vattnet flödar genom totalt 4 vattendrag innan det når havet efter 80 kilometer. Avrinningsområdet består mestadels av skog (49 procent), öppen mark (18 procent) och jordbruk (12 procent). Avrinningsområdet har 0,05 kvadratkilometer vattenytor vilket ger det en sjöprocent på 8,7 procent.